# Arsenij Grigor'evič Zverev
Arsenij Grigor'evič Zverev (in russo Арсений Григорьевич Зверев?; Tichomirovo, 2 marzo 1900, 19 febbraio del calendario giuliano – Mosca, 27 luglio 1969) è stato un politico e insegnante sovietico.

## Biografia
Nato nel Governatorato di Mosca, nel 1919 fu ammesso nel Partito Comunista Russo (bolscevico) e servì nell'Armata Rossa durante la guerra civile. Dal 1922 ebbe ruoli partitici e amministrativi e si specializzò in ambito finanziario presso i Corsi centrali del Commissariato del popolo alle finanze e presso l'Istituto finanziario economico di Mosca, che completò nel 1933. Nel 1937 divenne vicecommissario del popolo alle finanze e l'anno dopo divenne titolare dello stesso dicastero, che conservò, dopo un'interruzione di qualche mese nel 1948, fino al 1960. Fu membro del Comitato Centrale del PCUS dal 1939 al 1961, quando si ritirò dall'attività politica e si dedicò all'insegnamento presso l'Istituto finanziario di tutta l'Unione, dopo aver conseguito il dottorato in scienze economiche nel 1959.